# Шнепп, Владимир Борисович
Влади́мир Бори́сович Шнепп (1924—1997) — советский и российский учёный в области компрессоростроения, доктор технических наук (1984), профессор (1986), заслуженный деятель науки и техники РФ (1994), лауреат Государственной премии СССР (1980).

## Биография
Родился 17 июня 1924 г. в Казани.
В 1942—1946 годах работал в трудовой армии советских немцев: на лесозаводе г. Свияжск, комбинате «Воркутауголь».
После окончания Казанского химико‑технологического института (1951) работал мастером, старшим инженером отдела, главным технологом на Казанском компрессорном заводе. Организатор и начальник — главный конструктор (с 1958) Спец. КБ по компрессоростроению (ныне НИИтурбокомпрессор), с 1985 зав. отделом, с 1987 консультант.
Одновременно в 1984—1988, на кафедре компрессорных машин и установок Казанского химико‑технологического института.
Под руководством Шнеппа построен лабораторно‑производственный комплекс (пл. 10 тыс. м2); созд. высокоэффективная система конструирования машин на основе унификации, стандартизации их составных частей и расчётно‑иссл. сопровождения с применением вычислительной техники; разработано и внедрено более 200 наименований поршневых, центробежных, винтовых компрессоров, в том числе впервые в стране блочно‑контейнерные газоперекачивающие агрегаты с авиац. приводом для газодобывающей промышленности (Гос. пр. СССР, 1980).
Имеет 21 авторское свидетельство на изобретения.
Умер 21 марта 1997 г. в Казани.
С 1997 НИИтурбокомпрессор носит имя Шнеппа.

## Научные интересы
Труды по теории осевых сил в турбокомпрессорах и теории колебаний роторов на подшипниках скольжения, в области вакуумной техники, пневмосистем, систем приводов и деталей машин.

## Основные работы
- Разработка и исследование циркуляционных центробежных компрессоров с саморегулируемым разгрузочным устройством [Текст] : Автореферат дис. на соискание ученой степени кандидата технических наук / Казан. хим.-технол. ин-т им. С. М. Кирова. — Казань : [б. и.], 1967. — 19 с.
- Проектирование и исследование компрессорных машин : Сб. науч. тр. / Казан. хим.-технол. ин-т им. С. М. Кирова, Спец. конструкт. бюро по компрессоростроению; Под ред. В. Б. Шнеппа. — Казань, 1982. — 136 с.
- Создание и внедрение высокоэффективных центробежных компрессоров в блочно-модульном исполнении на основе агрегатирования и унификации : диссертация … доктора технических наук в форме научного доклада : 05.04.06. — Ленинград, 1983. — 52 с.
- Конструкция и расчет центробежных компрессорных машин. М. : Машиностроение, 1995. 239,[1] с. : ил.; 21 см; ISBN 5-217-01196-3

## Награды
Награждён орденами Трудового Красного Знамени, «Знак Почёта»; медалями, в том числе зол. и бронз. медалями ВДНХ СССР.

## Известные адреса
- Казань, улица Заря, дом 4.[1]